# 事業報告

事業報告（じぎょうほうこく）とは、会社法に基づき、株式会社に作成することが義務付けられている一事業年度に係る「年次報告書」のこと。

## 概要
- 計算書類が「貸借対照表、損益計算書その他株式会社の財産及び損益の状況を示すために必要かつ適当なもの」として、いわゆる財務情報を取扱うのに対し、事業報告は会社の事業の状況（非財務情報）を取扱うものである。
- 旧商法では「営業報告書」として、貸借対照表、損益計算書などとともに「計算書類」に括られていたが、会社法で「事業報告」となってからは、計算書類から除外されたことに伴い、会計監査の対象外となった。

## 根拠法令
- 会社法　第435条乃至第438条
- 会社法施行規則　第118条乃至第127条

## 作成の義務
- 株式会社は、事業報告の作成義務を負う。（会社法第435条第2項）
- 事業報告の具体的な内容については、委任省令の会社法施行規則（以下、「会規」）で詳細に定められている。

### 方法
- 書面のほか、電磁的記録による方法で作成することができる。（会社法第435条第3項）

### 記載内容
1. 基本（すべての株式会社が記載を求められる事項：会規第118条）
  1. 会社の状況に関する重要な事項
  2. 業務の適正性を確保するための体制の内容の概要
2. 事業年度末日において公開会社である場合（会規第119条乃至第123条）
  1. 現況に関する事項
  2. 会社役員に関する事項
  3. 株式に関する事項
  4. 新株予約権等に関する事項
3. 社外役員を設けた場合（兼務状況と活動状況：会規第124条）
  1. 他の会社の業務執行取締役等である場合、その事実と会社と当該他の会社との関係
  2. 他の会社の社外役員である場合、その事実・兼職の状況
  3. 取締役会（監査役会）への出席状況と、そこでの発言状況等々
4. 会計参与設置会社の場合（契約内容の概要：会規第125条）
5. 会計監査人設置会社の場合（会規第126条）
  1. 会計監査人の氏名又は名称・報酬（非監査業務がある場合は、その報酬）
  2. 会計監査人の解任または不再任の方針
  3. 責任限定契約を締結している場合は、その内容の概要
6. 会社の支配に関する基本方針を定めている場合（会規第127条）
  1. 基本方針の内容
  2. 基本方針の実現のための取り組み・他者による支配防止の取り組み
  3. 取り組みが、基本方針に沿って・株主共同の利益を害さず・会社役員の保身に該当しない、と判断した理由

### 附属明細書
- 旧商法下では1つだった附属明細書が、会社法に伴い「事業報告の附属明細書」と「計算書類の附属明細書」へと分離した。

#### 根拠法令
- （会規　第128条

#### 内容
1. 事業報告の内容を補足する重要な事項
2. 公開会社である場合
  1. 他の会社の業務執行取締役等を兼務している役員の、兼務の明細

#### 改正により廃止された記載内容
- 「利益相反取引の明細」は、2008年3月、法務省令の改正に伴い会社計算規則の「関連当事者との取引に関する注記」へ移管・統合された。

## 保存
- 作成したときから10年間、保存しなければならない。（会社法第435条第4項）

## 監査
- 監査役設置会社の場合、監査役の監査を受けなければならない。（会社法第436条）　ただし、旧商法において必要とされた会計監査は不要となっている。
- 監査役の監査を受けた事業報告および附属明細書は、取締役会の承認を得なければならない。旧商法下では、監査の前に取締役会による計算書類の承認が必要とされていたが、効率的な運用のため監査前承認は法的に不要となっている。

## 株主への提供
- 取締役会設置会社の場合、定時株主総会の招集の通知に際し、株主へ監査を経た事業報告を提供しなければならない。（会社法第437条）

## 株主総会への提出
- 取締役は、監査を経た事業報告を定時株主総会に提供または提出し、その内容を報告しなければならない。（会社法第438条）

## 罰則
- 事業報告を作成しない、または虚偽の内容で作成した場合には、代表者である取締役等が100万円以下の過料に処される。（会社法第976条第1項第7号）